# Yuksek
Pierre-Alexandre Busson, művésznevén Yuksek (Reims, 1977. június 3.– ) francia zenei producer, DJ.

## Pályafutása
Busson zongorázni tanult, mielőtt DJ Pea néven kezdett el zenélni, majd az elektropop-együttes Klanguage tagja lett. 2002-ben vette fel a Yuksek művésznevet, mely török nyelvű, jelentése „magas”, de Busson nem tudatosan választotta. Nem akart angol vagy francia nyelvű művésznevet és saját elmondása szerint valahol meglátta leírva ezt a török szót.
Remixeiről is ismert DJ, átdolgozta többek között a The Prodigy Invaders Must Die, Lady Gaga Paparazzi vagy Katy Perry Peacock című dalát is.

## Diszkográfia
Stúdióalbumok
- Away from the Sea (2009)
- Living on the Edge of Time (2011)
- Nous Horizon (2017)